# أبراج الصمت

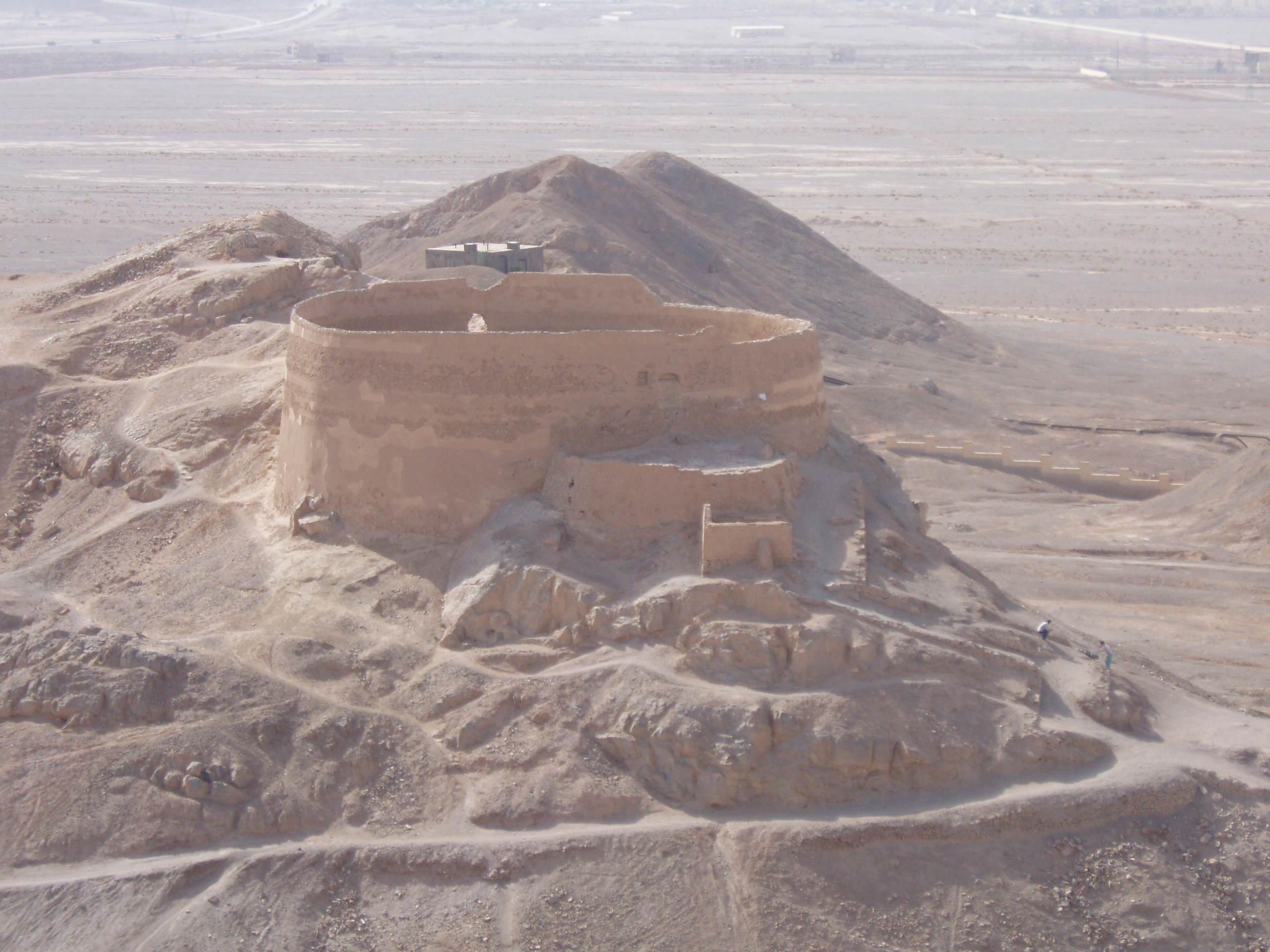
أحد أبراج الصمت في منطقة نائية قرب مدينة يزد الإيرانية

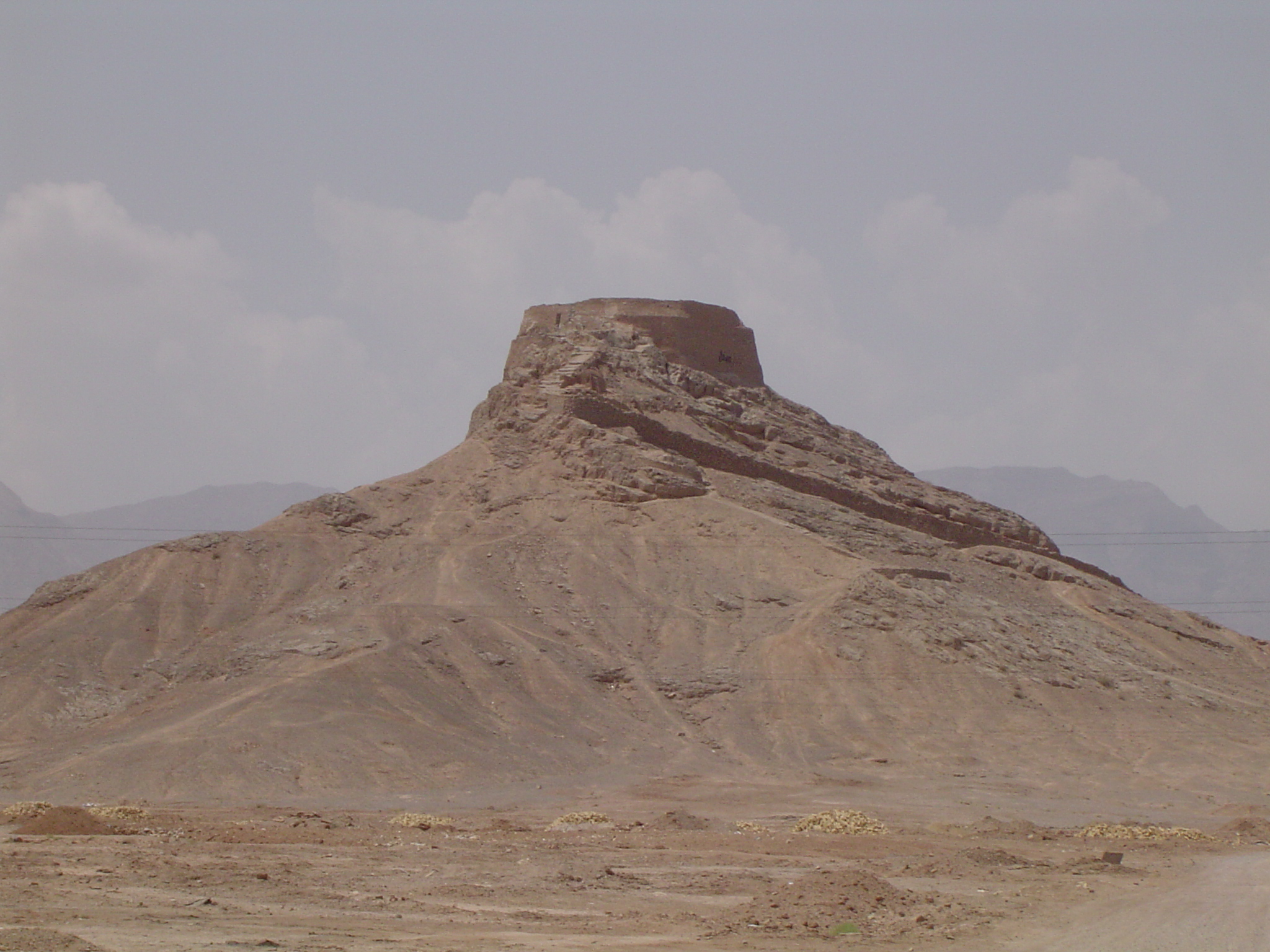
دخمة قرب مدينة يزد

أبراج الصمت (بالفارسية: دخمه) هي أبراج ذات شكل حائري على قمة تلة أو جبل منخفض في منطقة صحراوية نائية بعيداً عن التجمعات السكانية عادة تستخدم لدى أبناء الديانة الزرادشتية عند الوفاة حيث يوضع جسد المتوفى في أعلى البرج حتى تأتي الطيور الجارحة وتأكله، حيث أنه وحسب تعاليم الزرادشتية فإن الجسد نجس لذا يجب أن لا يختلط مع عناصر الحياة الثلاثة الأخرى: الماء والتراب والنار حتى لا يلوثها. يقوم بهذا الطقس رجال دين معينون وعند ما تأكل الطيور الجارحة جثة المتوفى يتم جمع عظامه ووضعها في فجوة خاصة بشرط عدم دفنها.

## توقف العمل بالطقس
هذا الطقس في الديانة الزرادشتية توقف العمل به منذ بدايات القرن العشرين، حيث أن تعاليم زرادشت تقتضي على أتباعه ان يتكيفوا مع أي مجتمع يعيشون فيه، إضافة إلى اختلاط الزرادشتيين مع المجتمع المسلم في إيران، والتوسع السكاني الذي جعل مواقع أبراج الصمت تقع في مناطق غير نائية وهو ضد تعاليم الزرادشتية، فبدأ الزرادشتيون المجوس بدفن موتاهم في توابيت معدنية محكمة الإغلاق وفي مقابر خاصة بالزرادشتيين مما يضمن عدم تلويث الجسد لعناصر الحياة الثلاثة حسب المعتقد الزرادشتي. رغم ذلك فإن أقلية من الزرادشتيين المتدينين بقيت تقوم بهذا الطقس لكن خلال سبعينيات القرن العشرين تم إغلاق الدخمات (أبراج الصمت) نهائياً بقرار رسمي من إيران. إلا أن هذا الطقس استمر بعد السبعينيات لدى المجتمعات الزرادشتية في الهند.ولايزال باقياً

## مواقع الدخمات
الدخمة أو برج الصمت لها تواجد في العديد من المناطق التي سكنها أو لا زال يسكنها الزراشتيون مثل يزد وكرمان في إيران، وولاية غوجرات في الهند، إضافة إلى اليمن حيث كانت ولوقت قريب تتواجد فيه تجمعات مجوسية خصوصاً في جنوب اليمن.